# Tal'janky
Tal'janky (in ucraino: Тальянки) è un villaggio situato nell'oblast' di Čerkasy, nei pressi della città di Tal'ne.